# Puta da Silva
Àkila, mais conhecida como Puta da Silva, é uma cantora, multiartista e ativista transgênero brasileira, residente em Lisboa. Une a carreira no teatro brasileiro com as vivências da imigração para criar canções. O seu vídeo performance "Bruxonas" foi premiado com uma menção honrosa no festival Híbrido de Videodança. É cofundadora da Casa T Lisboa, associação de acolhimento de pessoas LGBTQIAP+. Apresentou-se em lugares como a residência oficial do 118º primeiro-ministro de Portugal, António Costa, onde deu um concerto no âmbito da comemoração do bicentenário da independência do Brasil; na Bienal de Arte de Veneza de 2022, na performance Water Is Coming, de Jota Mombaça; em Serpa, no Festival Futurama; e no 17.º aniversário do Musicbox Lisboa, quando recriou ao vivo o álbum de Gal Costa, Índia. 

## Biografia
Criada em Minaçu, no interior do estado de Goiás, formou-se em Teatro pela Universidade Federal de Uberlândia. Foi professora, atriz e diretora de teatro.
Em 2016, mudou-se para Portugal, onde terminou o mestrado em Teatro e Comunidade pela Escola de Teatro e Cinema de Lisboa, durante o qual lutou contra os desafios de ser imigrante. No trabalho sexual encontrou a possibilidade de se emancipar e autonomizar, tanto financeira como intelectualmente. Criou o nome vindo do termo utilizado quando se está brava ou indignada com alguma coisa. A insatisfação fez com que o termo usado em noite, fosse também comum em dia para fazer uma reflexão sobre a exploração sexual.

## Carreira
Dirigiu o espetáculo Benedites, da companhia Ocupa Teatro,  que circulou por festivais em diversos estados do Brasil, nos anos de 2016, 2017 e 2018.
Durante a procura pela emancipação e adaptação em Portugal, começou a contar histórias, memórias e experiências. E, durante este processo, Puta da Silva começou a criar o seu primeiro álbum, "EPI Travesti".
Com o início da pandemia de COVID-19 e período de confinamento, impossibilitada de trabalhar, a artista começou a produzir a sua própria música e vídeos apenas com a ajuda de amigos, que ainda hoje fazem parte da sua equipa.
Puta da Silva utiliza a música e a arte para compartilhar as suas vivências na noite, criando trabalhos políticos centrados nas questões diárias de pessoas imigrantes, racializadas e trabalhadoras do sexo, com enfoque no universo das pessoas LGBTQIAP+.
Puta da Silva idealizou e participou na fundação da Casa T Lisboa, associação auto-organizada de acolhimento de pessoas LGBTQIAP+, juntamente com Gabriela Gomes, Billie Gunz, Luan Okun e com outras pessoas da comunidade transvestigénere. A Casa T surge a partir da necessidade de resolver o problema da acessibilidade para habitação de pessoas desta comunidade na cidade, que estavam constantemente tendo problemas com senhorios e sendo despejadas. Na Casa T que Puta da Silva fez o lançamento do seu primeiro videoclipe “Bruxonas".
Entre 2020 e 2022, Puta da Silva lançou três canções (“Festinha 360”, “Hetero Curioso” e “Bruxonas”), juntamente com vídeos produzidos pela própria, que foram selecionados para diversos festivais e eventos.
Em 2021 realizou a direção artística e produção audiovisual no projeto Visto Permanente – Acervo Audiovisual das Novas Culturas Imigrantes, com apoio da DGArtes.
Performou na obra “Water is Coming”, de Jota Mombaça, em Veneza no ano de 2022.
Em 2022, fez parte do cartaz do Festival Iminente, em Lisboa, onde apresentou uma obra performática que unia banda, DJs, imagem, som, poesia e dança.
Também em 2022, fez parte do cartaz do Festival Impulso, dia 24 de Junho, nas Caldas da Rainha, e no dia seguinte do Arraial Lisboa Pride, no Terreiro do Paço.
No dia 10 de setembro de 2023, o primeiro-ministro português, António Costa, abriu os Jardins de São Bento ao público, com um programa cultural que assinalava os 200 Anos da Independência do Brasil, com curadoria da Casa do Brasil, e Puta da Silva fez parte da programação, juntamente com outros nomes como Colombina Clandestina, Espaço Baião, Leo Middea, e Gira Coletivo de Mulheres no Samba.
A 29 de setembro do mesmo ano, foi um dos nomes do Lisbon International Music Network Festival (ou Festival MIL), com um concerto no B.Leza.
Também em 2023 participou do Concerto RUM by MAVY em uma noite dedicada à diversidade e plasticidade da música popular brasileira.
E em junho desse ano, fez parte do cartaz do Festival A Porta, em Leiria.
Participou no colóquio internacional Queer Aqui (com base em Nova Iorque), com Daniel da Silva como moderador, Miguel Vale de Almeida, e Jack Halberstam (Columbia University, New York).

## Prémios e reconhecimentos
- O videoclipe de "Bruxonas" foi seleccionado para o MVF Awards 2020, na categoria Melhor Videoclipe brasileiro feito no confinamento, e foi exibido na 17° edição do festival Coquetel Molotov (2020) – Mundo Imersivo 3D e na 14° edição do festival For Rainbow 2020. Também ganhou o prémio de menção honrosa no festival Híbridos de Videodança.[3]
- O vídeo "Hetero Curioso" selecionado para a 6ª edição do Bogota Music Video Festival.[3]
- "Festinha 360", videoclipe em realidade virtual, estreou em 2021 no Cinema São Jorge, durante o Festival Política, com exibições presenciais em pontos culturais da cidade de Lisboa.[3][14][15]

## Discografia

### Álbuns
- 2022 - EPI Travesti[16]

### Singles
- 2020 - Bruxonas[3][1]
- 2021 - Hetero Curioso[3][1]
- 2021 - Festinha 360[1][3]
- 2022 - Histérica e Louca (participação)[3]